# Tres ninjas
Tres ninjas (títol original: 3 Ninjas) és una pel·lícula estatunidenca de Jon Turtletaub estrenada el 1992. Es tracta del primer film de la saga de les 3 Ninjas. Ha estat doblada al català.

## Argument
Hugo Snyder, expert en arts marcials i traficant d'armes, segresta Samuel, Jeffrey i Michael, els tres fils de Samuel Douglas l'agent de l'FBI que el persegueix, i els tancar en el seu vaixell. Però Snyder ignora que els tres nois han estat iniciats pel seu avi Mori Tanaka en les arts marcials i en l'art Ninja. Samuel, Jeffrey i Michael s'evadeixen de la seva cel·la i proven d'escapolir-se del vaixell afrontant un per un els ninjas de Snyder

## Repartiment
- Victor Wong: Avi Mori Tanaka
- Michael Treanor: Samuel "Rocky" Douglas Jr.
- Max Elliott Slade: Jeffrey "Mustang" Douglas
- Chad Power: Michael "Ramdam" Douglas
- Rand Kingsley: Hugo Snyder
- Alan McRae: Samuel Douglas Sr.
- Margarita Franco: Jessica Douglas
- Kate Sargeant: Emily
- Joel Swetow: Brown
- Toru Tanaka: Rushmore
- Patrick Labyorteaux: Cara-de-Rat
- Race Nelson: Yéti, el primer comparsa de Cara-de-Rat
- D.J. Harder: Hammer, el segon comparsa de Cara-de-Rat

## Al voltant de la pel·lícula
- El personatge de Mustang en principi es deia Pony.[3]
- La versió americana del film té menys d'escenes, degut al límit d'edat americana autoritzada per aquest film.[3]
- Victor Wong apareix als 4 films de la saga. El 4t film, estrenat l'any 1998, serà d'altra banda el seu últim film ja que moriria el 2001.
- Alan McRae, que fa de pare dels tres nois, apareixerà a tots els altres films, exceptuat 3 Ninjas Knuckle Up
- Al film, es pot veure que els 3 nois juguen a Super Mario Bros. 3 (1988). Més tard al film, es veu la caixa del joc a la seva habitació.[3]
- És l'únic film de la saga produït per Touchstone Pictures, filial de The Walt Disney Company.

## Saga3 Ninjas
- 3 Ninjas (1992, Jon Turteltaub)
- 3 Ninjas Kick Back (1994, Charles T. Kanganis)
- 3 Ninjas Knuckle Up (1995, Shin Sang-ok)
- 3 Ninjas: High Noon at Mega Mountain (1998, Sean McNamara)
- Els 3 ninjas i la inventiva del segle (1999, John Bradshaw)